# United Natural Foods
United Natural Foods, Inc. (NYSE: UNFI) er en amerikansk dagligvarekoncern, med hovedkvarter i Providence, Rhode Island og som fokuserer på økologisk mad. De har over 200 butikker fordelt på supermarkedskæderne County Market, Cub og Shoppers. Det er den primære leverandør til Whole Foods Market. UNFI har 28.300 ansatte og omsætter for 27 mia. $.